# Festival de télévision de Monte-Carlo 2010
Le Festival de télévision de Monte-Carlo 2010, 50e édition du festival, s'est déroulé du 6 juin au 10 juin 2010.

## Sélection officielle
Les titres indiqués peuvent être provisoires et correspondre aux titres internationaux.

### Séries télévisées

#### Séries comiques
| Titre                     | Titre original                                 | Pays         | Producteur(s)                                                                    | Acteur(s)                                                                     | Actrice(s)                                                          |
| ------------------------- | ---------------------------------------------- | ------------ | -------------------------------------------------------------------------------- | ----------------------------------------------------------------------------- | ------------------------------------------------------------------- |
| 30 Rock                   |                                                | États-Unis   | Tina Fey, Robert Carlock, Lorne Michaels, Marci Klein et David Miner             | Alec Baldwin et Tracy Morgan                                                  | Tina Fey et Jane Krakowski                                          |
| An Crisis                 |                                                | Irlande      | Martha O'Neill et Mícheál Ó Meallaigh                                            | Risteárd Cooper et Conor MacNeill                                             | Norma Sheahan et Michelle Beamish                                   |
| Camilo The Mayor          | Camilo - O Presidente                          | Portugal     | Piet Hein Bakker, Pedro Curto et Vasco Vilarinh                                  | Camilo de Oliveira                                                            | —                                                                   |
| Clinic on the Third Floor | Klinika Na Tretiya Etazh                       | Bulgarie     | Ivan Tonev et Nikolay Akimov                                                     | Christo Mutafchiev et Aleksandar Kossev                                       | Stefaniya Koleva et Reni Vrangova                                   |
| Entourage                 |                                                | États-Unis   | Doug Ellin, Stephen Levinson, Ally Musika, Rob Weiss, Denis Biggs, Mark Wahlberg | Adrian Grenier et Jeremy Piven                                                | Perrey Reeves                                                       |
| La Galère                 |                                                | Canada       | Renée-Claude Brazeau, Richard Speer et Josée Vallée                              | Patrice Godin et Jeff Boudreault                                              | Anne Casabonne et Geneviève Rochette                                |
| Les Invincibles           |                                                | France       | Stéphane Drouet et Matthieu Viala                                                | Jonathan Cohen, Benjamin Bellecour, Cédric Ben Abdallah et Jean-Michel Portal | Marie-Ève Perron, Clémentine Célarié, Lou Doillon et Brigitte Bémol |
| Le Journal de Meg         | Doctor's Diary - Männer sind die beste Medizin | Allemagne    | Steffi Ackermann, Beatrice Kramm et Bora Dagtekin                                | Florian David Fitz et Steffen Groth                                           | Diana Amft et Laura Osswald                                         |
| Melting Pot Café          |                                                | Belgique     | Catherine Burniaux                                                               | Fabrice Murgia et Patrick Spadrille                                           | Stéphane Bissot et Maryvonne Michel                                 |
| Miranda                   |                                                | Royaume-Uni  | Nerys Evans, Jo Sargent et Miranda Hart                                          | Tom Ellis et Peter Davison                                                    | Miranda Hart et Patricia Hodge                                      |
| My Mum & I                |                                                | Nigeria      | Gregory Odutayo et Deborah Odutayo                                               | Gbenga Windapo                                                                | Ufuoma Ejenobor et Aramide Okegbenro                                |
| Park Road                 | Lærkevej                                       | Danemark     | Mie Andreasen, Tomas Hostrup-Larsen et Rasmus Thorsen                            | Henrik Prip et Christian Tafdrup                                              | Søs Egelind et Anette Støvelbæk                                     |
| Station                   | Állomás                                        | Hongrie      | Istvan Juhasz et Janos Drabik                                                    | Imre Csuja et Peter Telekes                                                   | Eniko Borcsok et Anna Gyorgyi                                       |
| Studying Men and Women    | Rollercoaster                                  | Corée du Sud | Changeui Song, Hyunchul Kim et Sungduk Kim                                       | Hyungdon Jung                                                                 | Kaeun Jung                                                          |
| The Office                |                                                | États-Unis   | Greg Daniels, Paul Lieberstein et Howard Klein                                   | Steve Carrell et Rainn Wilson                                                 | Jenna Fischer et Ellie Kemper                                       |
| The Thick of It           |                                                | Royaume-Uni  | Armando Iannucci et Adam Tandy                                                   | Peter Capaldi et Roger Allam                                                  | Rebecca Front                                                       |
| Who said me?              | ¿Quién Dijo Yo?                                | Mexique      | Alfredo Marron et Teresa Costa                                                   | Ricardo Esquerra et Juan Carlos Meddelin                                      | Veronica Toussaint                                                  |

#### Séries dramatiques
| Titre                               | Titre original                                          | Pays             | Producteur(s)                                                               | Acteur(s) | Actrice(s)                                                         |
| ----------------------------------- | ------------------------------------------------------- | ---------------- | --------------------------------------------------------------------------- | --- | ------------------------------------------------------------------ |
| Braquo                              |                                                         | France           | Hervé Chabalier et Claude Chelli                                            | Jean-Hugues Anglade | —                                                                  |
| Brigade du crime                    | SOKO Leipzig                                            | Allemagne        | Norbert Sauer et Jörg Winger                                                | Andreas Schmidt-Schaller et Marco Girnth et Pablo Sprungala                                                                                         | Melanie Marschke                                                   |
| The Class: Life After               | Klass: Elu Pärast                                       | Estonie          | Gerda Kordemets                                                             | — | Triin Tenso                                                        |
| Code 37                             |                                                         | Belgique         | Dirk Impens                                                                 | Marc Lauwrys et Michael Pas | Veerle Baetens                                                     |
| Dexter                              |                                                         | États-Unis       | John Goldwyn, Sara Colleton et Clyde Phillips                               | Michael C. Hall et John Lithgow | Julie Benz et Jennifer Carpenter                                   |
| Durham County                       |                                                         | Canada           | Janis Lundman, Adrienne Mitchell, Michael Prupas et Laurie Finstad Knizhnik | Hugh Dillon | Michelle Forbes                                                    |
| Flashpoint                          |                                                         | Canada           | Anne Marie La Traverse et Bill Mustos                                       | Hugh Dillon et Enrico Colantoni | Amy Jo Johnson                                                     |
| Jin                                 |                                                         | Japon            | Akihiko Ishimaru                                                            | Takao Ōsawa et Masaaki Uchino | Miki Nakatani et Haruka Ayase                                      |
| Johan Falk                          | Johan Falk: GSI - Gruppen för särskilda insatser        | Suède            | Joakim Hansson                                                              | Joel Kinnaman et Jens Hultén | Meliz Karlge                                                       |
| The Killing II                      | Forbrydelsen II                                         | Danemark         | Piv Bernth                                                                  | Nicolas Bro | Sofie Gråbøl                                                       |
| Lost : Les Disparus                 | Lost                                                    | États-Unis       | Carlton Cuse et Damon Lindelof                                              | Naveen Andrews, Nestor Carbonell, Jeff Fahey, Michael Emerson, Matthew Fox, Jorge Garcia, Josh Holloway, Daniel Dae Kim, Ken Leung et Terry O'Quinn | Emilie de Ravin, Yunjin Kim, Evangeline Lilly et Zuleikha Robinson |
| Mad Men                             |                                                         | États-Unis       | Matthew Weiner et Scott Hornbacher                                          | Jon Hamm | January Jones et Elisabeth Moss                                    |
| Marked                              | Naznaczony                                              | Pologne          | Dariusz Gasiorowski, Artur Kowalewski et Dorota Chamczyk                    | Piotr Adamczyk et Arkadiusz Bazak | Anna Dereszowska et Julia Wróblewska                               |
| Merlin                              |                                                         | Royaume-Uni      | Julian Murphy et Johnny Capps                                               | Colin Morgan et Bradley James | Angel Coulby                                                       |
| My Son: Five Years Gone             | O e mio Figlio: Nuove Storie per il Commissario Vivaldi | Italie           | Giorgio Schöttler, Paola Masini et Sergio Giussani                          | Lando Buzzanca et Giovanni Scifoni | Caterina Vertova et Alessandra Celi                                |
| Naked City                          | Cidade Despida                                          | Portugal         | Jorge Marecos                                                               | Pedro Laginha et Albano Jeronimo | Catarina Furtado et Cristina Carvalhal                             |
| Real Estate                         | Bienes Raíces                                           | Mexique          | Marcel Ferrer et Mayolo Reyes                                               | Ari Brickman et Juan Angel Esparza | Fabiana Perzabal et Gabriela de la Garza                           |
| Remember When                       | Cuéntame Como Pasó                                      | Espagne          | Miguel Angel Bernardeau                                                     | Imanol Arias et Juan Echanove | Ana Duato et Maria Galiana                                         |
| Skins                               |                                                         | Royaume-Uni      | Bryan Elsley, Charles Pattinson, George Faber et John Griffin               | Jack O'Connell et Luke Pasqualino | Kaya Scodelario et Lisa Backwell                                   |
| Spartacus : Le Sang des gladiateurs |                                                         | Nouvelle-Zélande | Robert Tapert, Sam Raimi, Joshua Donen et Steven S. DeKnight                | Andy Whitfield et John Hannah | Lucy Lawless                                                       |
| Les Tudors                          | The Tudors                                              | Irlande          | Morgan O'Sullivan et Michael Hirst                                          | Jonathan Rhys Meyers | —                                                                  |
| The Ultimate Secret of Warrior      | Posledniy Secret Mastera                                | Russie           | Igor Prokopenko et You Xiao Gang                                            | Viktor Loginov et Chan Siu-Chun | Tatiana Abramova et Wan Yan                                        |
| Wild at Heart                       |                                                         | Royaume-Uni      | Charles Pattinson, George Faber et Ashley Pharoah                           | Stephen Tompkinson et Deon Stewardson | Dawn Steele et Hayley Mills                                        |

### Téléfilms
| Titre                             | Titre original                                 | Pays        | Réalisateur(s)     | Acteur(s)             | Actrice(s)      |
| --------------------------------- | ---------------------------------------------- | ----------- | ------------------ | --------------------- | --------------- |
| Adieu De Gaulle, adieu            |                                                | France      | Laurent Herbiet    | Pierre Vernier        | —               |
| Camus                             |                                                | France      | Laurent Jaoui      | Stéphane Freiss       | Anouk Grinberg  |
| Freefall                          |                                                | Royaume-Uni | Dominic Savage     | —                     | —               |
| Goldfish                          |                                                | Japon       | Hiroshi Kurosaki   | —                     | —               |
| London River                      |                                                | France      | Rachid Bouchareb   | Sotigui Kouyaté       | —               |
| Mein Leben - Marcel Reich-Ranicki |                                                | Allemagne   | Dror Zahavi        | Matthias Schweighöfer | —               |
| Mo                                |                                                | Royaume-Uni | Philip Martin      | —                     | Julie Walters   |
| Murderers on Amrum                | Mörder auf Amrum                               | Allemagne   | Markus Imboden     | —                     | —               |
| On Collision Course               | Flug in die Nacht - Das Unglück von Überlingen | Suisse      | Till Endemann      | —                     | —               |
| One War                           | Odna Voina                                     | Russie      | Vera Glagoleva     | —                     | —               |
| Romy                              |                                                | Allemagne   | Torsten C. Fischer | —                     | Jessica Schwarz |
| Temple Grandin                    |                                                | États-Unis  | Mick Jackson       | —                     | Jessica Schwarz |
| Tréfa                             |                                                | Hongrie     | Peter Gardos       | —                     | Claire Danes    |

### Mini-séries
| Titre                                       | Titre original                          | Pays        | Acteur(s)           | Actrice(s)        |
| ------------------------------------------- | --------------------------------------- | ----------- | ------------------- | ----------------- |
| A Cloud above the Slope                     | Saka no ue no kumo                      | Japon       |                     |                   |
| An Eye for an Eye                           | Ull Per Ull                             | Espagne     |                     |                   |
| Bernhard, Scoundrel of Orange               | Bernhard, Schavuit van Oranje           | Pays-Bas    | Daan Schuurmans     | Ellen Vogel       |
| Father and Son                              |                                         | Irlande     | Dougray Scott       |                   |
| The Krupps - A Family between War and Peace | Krupp - Eine Deutsche Familie           | Allemagne   |                     | Iris Berben       |
| Millenium                                   | Millennium Serien Män Som Hatar Kvinnor | Suède       |                     | Noomi Rapace      |
| Occupation                                  |                                         | Royaume-Uni | James Nesbitt       |                   |
| Old Belgium                                 | Oud België                              | Belgique    | Peter Van Den Begin | Viviane De Muynck |
| Once Upon a Time The City of Fools          | C'era una volta la città dei matti      | Italie      | Fabrizio Gifuni     | Vittoria Puccini  |
| The Pacific                                 |                                         | États-Unis  |                     |                   |
| Palm Sunday                                 | Verbnoye Voskesenie                     | Russie      |                     |                   |
| The Scandal of the Roman Bank               | Lo scandalo della Banca Romana          | Italie      | Giuseppe Fiorello   |                   |
| The Voices of Pamano                        | Les Veus del Pamano                     | Espagne     | Roger Coma          | Montse Germán     |

### Actualités

#### Meilleur grand reportage d'actualités
| Titre                                                         | Titre original            | Pays         |
| ------------------------------------------------------------- | ------------------------- | ------------ |
| Allende, a closed Affair                                      | Allende, Caso Cerrado     | Espagne      |
| An American in the Communist Poland                           | Amerykanin W Prl          | Pologne      |
| Chechen Trap Assault                                          |                           | Russie       |
| China's Unnatural Disaster: The Tears of the Sichuan Province |                           | États-Unis   |
| Dealing with Pirates                                          | SOS - Fanget af Pirater   | Danemark     |
| EADS-Airbus, une affaire d'États                              |                           | France       |
| Fingerprints                                                  | Sormenjäljet              | Finlande     |
| Guantanamo Reunited                                           |                           | Royaume-Uni  |
| Megaquake Part 2: Those 15 Seconds in Kobe                    |                           | Japon        |
| Métamorphose d'une gare                                       |                           | Belgique     |
| My Father, the Iron Curtain and me                            | Tata Zza Zelaznej Kurtyny | Pologne      |
| News Who Plus                                                 |                           | Corée du Sud |
| Panorama: Blood Antiques                                      | Panorama: Bloedantiek     | Belgique     |
| Pirate Hunting                                                | Piratjegerne              | Norvège      |
| The Principle of Hatred                                       | Princip Nenavist          | Japon        |
| Shahida - Brides of Allah                                     | Shahida - Allahs Bräute   | Allemagne    |
| Tiananmen                                                     |                           | Allemagne    |
| Tuesday report: Child abduction                               |                           | Chine        |
| L'ultime pardon                                               |                           | Canada       |
| Wars, Lies and Television                                     | Guerra, Bugie & TV        | Italie       |
| World's Untold Stories: Blood Line                            |                           | États-Unis   |

#### Meilleur reportage du journal télévisé
| Titre                                                  | Titre original                              | Pays        | Chaîne                            |
| ------------------------------------------------------ | ------------------------------------------- | ----------- | --------------------------------- |
| Anderson Cooper reports from Haiti                     |                                             | États-Unis  | CNN                               |
| CBC News: The National - Haiti Emergency Aid           |                                             | Canada      | Canadian Broadcasting Corporation |
| Creeping Crawling Breaths                              |                                             | Pakistan    | Geo Television Networks           |
| Drones                                                 | Drönare                                     | Suède       | Swedish Television                |
| European journal: Salt Farmers                         | Europa Aktuell                              | Allemagne   | Deutsche Welle TV                 |
| Haiti Earthquake                                       |                                             | Royaume-Uni | BBC News                          |
| Haïti, l'orphelinat Notre-Dame-de-la-Nativité          |                                             | France      | France 2                          |
| High School beat down                                  |                                             | États-Unis  | WFLD Fox Chicago News             |
| Lucia Newman: Colombia Drugs Lab Attack                |                                             | Qatar       | Al Jazeera                        |
| Marvellous Duet                                        | Udivitelniy Duet                            | Russie      | Perviy Kanal                      |
| NHK News: Eclipse Excitement Grips Japan               |                                             | Japon       | NHK                               |
| Pakistan: Terror's Frontline                           |                                             | Royaume-Uni | Sky News                          |
| Le scandale des centres de réhabilitation au Cambodge  |                                             | France      | France 24                         |
| Report News - The Mr Tanzi Art Collection              | Report News - La Collezione d'Arte di Tanzi | Italie      | RaiTre                            |
| Sichuan Earthquake: 1 Year on                          |                                             | Chine       | Television Broadcasts Limited     |
| Tikrit, le fief des derniers fidèles de Saddam Hussein |                                             | France      | France 3                          |
| Urban Decay                                            |                                             | Russie      | RT                                |

#### Meilleur programme d'actualités 24 h/24
| Titre                               | Titre original | Pays        | Chaîne                        |
| ----------------------------------- | -------------- | ----------- | ----------------------------- |
| CNN Reports: Haiti Earthquake       |                | États-Unis  | CNN                           |
| Cockermouth Floods                  |                | Royaume-Uni | Sky News                      |
| Édition spéciale Haïti              |                | France      | France 24                     |
| Iran Elections                      |                | Royaume-Uni | BBC News                      |
| News at 6:30 pm: Storming the Legco |                | Chine       | Television Broadcasts Limited |
| Nightclub Horror                    |                | Russie      | RT                            |

## Jurys
| Catégorie         | Nom                                     | Qualité                                                                 | Nationalité |
| ----------------- | --------------------------------------- | ----------------------------------------------------------------------- | ----------- |
| Séries télévisées | Regina Ziegler (présidente du jury)     | productrice                                                             | Allemagne   |
| Séries télévisées | Bill Allan                              | producteur, directeur en stratégie commerciale de société de production | Royaume-Uni |
| Séries télévisées | Miguel Angel Bernardeau                 | producteur                                                              | Espagne     |
| Séries télévisées | Claude Chelli                           | réalisateur, producteur                                                 | France      |
| Séries télévisées | John Ziffren                            | présentateur TV                                                         | États-Unis  |
| Téléfilms         | John Boorman (président du jury)        | réalisateur, producteur, scénariste                                     | Royaume-Uni |
| Téléfilms         | Nidal Al Achkar                         | actrice, réalisatrice                                                   | Liban       |
| Téléfilms         | Krisztina Deák                          | scénariste                                                              | Hongrie     |
| Téléfilms         | Friedemann Fromm                        | réalisateur                                                             | Allemagne   |
| Téléfilms         | Yoichiro Takahashi                      | réalisateur                                                             | Japon       |
| Miniséries        | Karoline Spodsberg (présidente du jury) | directrice générale de société de production                            | Danemark    |
| Miniséries        | Jean-Claude Drouot                      | acteur                                                                  | France      |
| Miniséries        | Tom Hooper                              | réalisateur                                                             | Royaume-Uni |
| Miniséries        | Peter Kosminsky                         | réalisateur, scénariste                                                 | Royaume-Uni |
| Miniséries        | Eung-Jin Lee                            | directeur général de société de production                              | Japon       |

## Palmarès

### Nymphes d'or

#### Séries comiques
| Catégorie                         | Titre             | Pays        | Récipiendaire |
| --------------------------------- | ----------------- | ----------- | ------------- |
| Meilleur producteur international | 30 Rock           | États-Unis  |               |
| Meilleur producteur européen      | The Thick of It   | Royaume-Uni |               |
| Meilleur acteur                   | The Office        | États-Unis  | Steve Carell  |
| Meilleure actrice                 | Le Journal de Meg | Allemagne   | Diana Amft    |

#### Séries dramatiques
| Catégorie                         | Titre          | Pays       | Récipiendaire   |
| --------------------------------- | -------------- | ---------- | --------------- |
| Meilleur producteur international | Mad Men        | États-Unis |                 |
| Meilleur producteur européen      | The Killing II | Danemark   |                 |
| Meilleur acteur                   | Dexter         | États-Unis | Michael C. Hall |
| Meilleure actrice                 | Durham County  | Canada     | Michelle Forbes |

#### Téléfilms
| Catégorie            | Titre                  | Pays        | Récipiendaire  |
| -------------------- | ---------------------- | ----------- | -------------- |
| Meilleur téléfilm    | Goldfish               | Japon       |                |
| Meilleur réalisateur | One War                | Russie      | Vera Glagoleva |
| Meilleur acteur      | Adieu De Gaulle, adieu | France      | Pierre Vernier |
| Meilleure actrice    | Mo                     | Royaume-Uni | Julie Walters  |

#### Mini-séries
| Catégorie           | Titre                              | Pays   | Récipiendaire   |
| ------------------- | ---------------------------------- | ------ | --------------- |
| Meilleure minisérie | Once Upon a Time The City of Fools | Italie |                 |
| Meilleur acteur     | Once Upon a Time The City of Fools | Italie | Fabrizio Gifuni |
| Meilleure actrice   | Millenium                          | Suède  | Noomi Rapace    |

#### Actualités
| Catégorie                              | Titre                                                                              | Pays                |
| -------------------------------------- | ---------------------------------------------------------------------------------- | ------------------- |
| Meilleur grand reportage d'actualités  | Dealing With Pirates China's Unnatural Disaster: The Tears of the Sichuan Province | Danemark États-Unis |
| Meilleur reportage du journal télévisé | Lucia Newman: Colombia Drugs Lab Attack                                            | Qatar               |
| Meilleure actrice                      | CNN Reports: Haiti Earthquake                                                      | États-Unis          |

### Prix de l’audience télévisuelle internationale
Ce prix représente le palmarès du nombre de téléspectateurs de l'année 2009.
| Catégorie        | Titre                   | Pays       | Audience |
| ---------------- | ----------------------- | ---------- | -------- |
| Série dramatique | Les Experts             | États-Unis | ?        |
| Série comique    | Desperate Housewives    | États-Unis | ?        |
| Soap             | Amour, Gloire et Beauté | États-Unis | ?        |

### Prix spéciaux
| Catégorie                                         | Titre                               | Pays       |
| ------------------------------------------------- | ----------------------------------- | ---------- |
| Prix spécial du prince Rainier III                | Earth The Global Challenge          | Portugal   |
| Prix AMADE-UNESCO                                 | Temple Grandin                      | États-Unis |
| Prix SIGNIS                                       | One War                             | Russie     |
| Prix du Comité international de la Croix Rouge    | Fingerprints                        | Finlande   |
| Prix de la Croix-Rouge Monégasque                 | One War                             | Russie     |
| Grand prix international du documentaire d’auteur | Me, My Gipsy Family and Woody Allen | Italie     |